# Episodi di DC Super Hero Girls (prima stagione)
La prima stagione di DC Super Hero Girls è stata distribuita tra il 1º ottobre 2015 e il 25 febbraio 2016 su YouTube con un totale di 13 episodi.
| n. | Titolo originale                | Titolo italiano                                      | Distribuzione originale |
| -- | ------------------------------- | ---------------------------------------------------- | ----------------------- |
| 1  | Welcome to Super Hero High      | Benvenuti alla Super Hero High                       | 1º ottobre 2015         |
| 2  | All About Super Hero High       | Tutto quello che c'è da sapere sulla Super Hero High | 9 ottobre 2015          |
| 3  | Roomies                         | Coinquiline                                          | 9 ottobre 2015          |
| 4  | Crazy Quiltin                   | Taglio e cucito                                      | 22 ottobre 2015         |
| 5  | Power Outage                    | Fiducia in se stesse                                 | 5 novembre 2015         |
| 6  | Fall Into Super Hero High       | Una serata alla Super Hero High                      | 20 novembre 2015        |
| 7  | Hero of the Month: Poison Ivy   | Eroina del mese: Poison Ivy                          | 3 dicembre 2015         |
| 8  | Designing Disaster              | Progetto disastroso                                  | 17 dicembre 2015        |
| 9  | Weaponomics                     | Economia bellica                                     | 22 dicembre 2015        |
| 10 | Clubbing                        | Attività extra-scolastiche                           | 14 gennaio 2016         |
| 11 | Hero of the Month: Bumblebee    | Eroina del mese: Bumblebee                           | 28 gennaio 2016         |
| 12 | Saving the Day                  | Soccorso                                             | 11 febbraio 2016        |
| 13 | Hero of the Month: Wonder Woman | Eroina del mese: Wonder Woman                        | 25 febbraio 2016        |

## Benvenuti alla Super Hero High
Questo episodio narra la storia della comparsa di Wonder Woman, Supergirl, Katana, Poison Ivy, Harley Quinn e tutti i supereroi e supercattivi nei panni di studenti accessi alla Super Hero High.

## Tutto quello che c'è da sapere sulla Super Hero High
Bumblebee fa fare alla nuova studentessa della scuola, Wonder Woman, un tour del campus.

## Coinquiline
Wonder Woman viene messa in stanza con Harley Quinn, che subito questa cerca di ottenere la sua attenzione.

## Taglio e cucito
Wonder Woman inizia il suo primo incarico del semestre, la creazione di un costume da supereroina.

## Fiducia in se stesse
Le ragazze testano le loro abilità e poteri durante una lezione di volo. Cheetah, però, mette il suo zampino per rovinare senza successo la prova di Wonder Woman.

## Una serata alla Super Hero High
Harley passa una serata con le amiche a guardare un film. Però si tratta di uno girato da lei, che registra tutte le gaffe e gli errori scolastici delle ragazze.

## Eroina del mese: Poison Ivy
A scuola si elegge di consuetudine l'eroina del mese. Poison Ivy si guadagnerà il titolo salvando molte volte studenti e amici dagli attacchi delle sue creature pianta.

## Progetto disastroso
Il fine semestre si avvicina e il costume di Wonder Woman è pronto grazie all'aiuto delle amiche, ma per soddisfare le qualità richieste dall'insegnante Crazy Quilt, Wonder Woman dovrà usare le doti giuste per portare al successo un progetto.

## Economia bellica
In Economia Bellica (o Armologia) gli studenti mostrano le loro armi. Mentre Wonder Woman usa il suo famoso Lazo della Verità, Cheetah le fa un dispetto che la porterà ad utilizzare impropriamente la sua arma su qualcuno, ma Wonder Woman, per non finire nella Sala della Punizione molto cattiva, intimò a Cheetah di non fare nessun dispetto, altrimenti la studentessa leopardata verrà convocata nell'ufficio della preside Waller per la sospensione.

## Attività extra-scolastiche
Per ordine della preside Waller, Poison Ivy deve entrare in un club della scuola per poter socializzare con gli altri studenti e non solo con le sue amate piante. La ragazza va alla ricerca del gruppo giusto per lei.

## Eroina del mese: Bumblebee
L'eroina del mese eletta è Bumblebee, utile per ogni situazione e per i suoi gusti musicali.

## Soccorso
Durante il giorno in cui Wonder Woman doveva presentare il suo costume, ecco un'emergenza: il signor Lucius Fox sta per precipitare dalla cima dell'edificio e Wonder Woman, con l'aiuto di Bumblebee, Harley Quinn e Poison Ivy, riuscirà a soccorrerlo. Si scoprirà poi che Cheetah è stata responsabile dell'accaduto e la preside la mette nella Sala della Punizione molto cattiva. Wonder Woman supererà infine il test.

## Eroina del mese: Wonder Woman
L'eroina del mese eletta è Wonder Woman, che in breve tempo è diventata la star di tutta la scuola, grazie ai suoi poteri, alla sua leadership e alle imprese compiute.